# Heliolites
Heliolites är ett utdött släkte av tabulater, vanliga särskilt under silur. Dessa koralldjur är vanliga som fossil i Gotlands kalskten, och flera hundra arter förekommer inom detta och närstående släkten. Kolonin består av oregelbundna, glest sittande polyprör. Mellan boningskamrarna sitter fina porer. Kolonierna är vanligen 3 till 10 centimeter i diameter.